# Naoto Sato
Naoto Sato (佐藤 直人, Satou Naoto) é um astrônomo japonês, descobridor de asteroides.
O asteroide 6025 Naotosato foi assim nomeado em sua homenagem.